# Jan Mayens flygfält
Jan Mayens flygfält (norska: Jan Mayensfield) är ett flygfält på den norska arktiska ön Jan Mayen. Flygfältet är beläget på den södra delen vid öns enda bosättning Olonkinbyen. På grund av de svåra väderförhållandena kring ön beslutade man sig för etablera ett flygfält 1961. Idag trafikeras fältet nästan uteslutande av norska flygvapnet som främst transporterar material och personal till militärstationen som också fungerar som meteorologisk station.  Flygfältet används främst av försvarets C-130 Hercules. På ett år görs det åtta flygningar till ön.
Flygfältet Jan Mayensfield var - med en god portion humor - i Norge uppkallad efter Jayne Mansfield, som vid den tiden var en filmstjärna och ett sexsymbol, men i avsaknad av ett bättre förslag, används namnet.